# Буча (река)
Буча или Бучанка (укр. Буча) — левый приток реки Ирпень, протекающий по Макаровскому и Киево-Святошинскому районам, Бучанскому и Ирпеньскому горсоветам (Киевская область, Украина).

## География
Длина — 34 км. Площадь водосборного бассейна — 301 км². У села Николаевка русло находится на высоте 146,1 м над уровнем моря, у пгт Ворзель — 112,9 м. Долина реки трапециевидная, шириной 4 км. Русло малоразвитое, шириной 5 м. Река используется для нужд рыбоводства и водоснабжения.
Река берёт начало в селе Мотыжин (Макаровский район, Киевская область). Река течёт с юго-запада на северо-восток сначала по Макаровскому району, затем Киево-Святошинскому району и Ирпеньскому горсовету. Ближе к истоку река разбивается на несколько небольших притоков, что в селе Мотыжин и Копылов. Здесь в долине нет лесов, местами пойма заболочена и с тростниками. Севернее Севериновки реку пресекает мост автодороги Е40. Между селами Николаевка, Буча и Михайловка-Рубежовка к реке на севере и частично юге примыкает сосновый лес. Также на этом участке расположен пруд на реке, разделённый несколькими дамбами. Между прудом у Михайло-Рубежовски и прудом южнее Бучи на протяжении 12 км русло выпрямлено и разветвляется на несколько мелиоративных каналов. Впадает в реку Ирпень в городе Ирпень (Ирпеньский горсовет, Киевская область).

## Притоки
1. правые: Бузовка
2. левые: Грабарёвка, Мокрая, Мыслин

## Населённые пункты
Населённые пункты на реке (от истока до устья):
Макаровский район
1. Мотыжин
2. Колонщина
3. Николаевка

Киево-Святошинский район
1. Буча
2. Михайловка-Рубежовка
3. Забучье
4. город Буча
5. город Ирпень

## Природа
На территории Киево-Святошинского района на надпойменной террасе реки (севернее русла у села Михайло-Рубежовка) находится лесной заказник общегосударственного значения Жуков хутор.